# Staro groblje u Brusju
Staro groblje u Brusju je 
Mjesno groblje, sagrađeno u 19. stoljeću uz župnu crkvu. Odlikuje se potpunom regulacijom prostora u izgledu i funkciji. Zanimljiv je natpis na hrvatskom jeziku na samom ulazu. U ogradnom zidu je ugrađeno nekoliko gotičkih i renesansnih ulomaka. Na groblju je nekoliko kvalitetnih neostilskih spomenika.

## Zaštita
Pod oznakom Z-6584 zaveden je kao nepokretno kulturno dobro - pojedinačno, pravna statusa zaštićena kulturnog dobra, klasificirano kao "ostalo".